# 高橋香代
髙橋 香代（たかはし かよ）は、日本のタレント、元ミス小樽、元競艇クイーン。北海道出身。元ホリプロ所属。

## 人物
1993年にミス小樽に選ばれ、1995年10月15日に全国モーターボート競走会連合会で構成されたファン拡大推進委員会主催の一般公募によるキャンペーンガールの第2回モーターボートクィーンコンテストにおいてグランプリを受賞、第2代モーターボートクィーンに選出された。審査員には大島渚、テリー伊藤、榊原郁恵、笹川陽平がいた。
キャンペーンガールとして数々の競艇CMに出演し、JLCの「KYOTEIパンドラBOX」のMCを5年勤める。また、NHKの「日本悠々」のリポーター、TBSテレビの「NBAまにあ」のパーソナリティや「愛のヒナ壇」のMCを恵俊彰と一緒に務めるなどタレントとして活躍した。
人気競艇漫画・アニメ「モンキーターン」に登場する競艇クイーンの高橋香子は自身がモデルとなっている。
2002年にニューヨークに渡り女優業を目指し活動の場を広げる。2007年1月から、NHKスポーツオンラインにおいてスポーツコラムを掲載している。

## 出演

### テレビ
- 立体生中継 日本悠々（1996年 - 1998年、NHK-BS2）
- 愛のヒナ壇（1997年10月 - 1998年9月、TBSテレビ）
- 痛快!バツイチ・トリオ 女だけの便利屋事件簿（1998年9月21日、TBSテレビ） - ゲスト出演
- 水上のシンデレラ '98女子リーグ戦競走（全18戦、1998年 - 、スカパー!）
- NBAまにあ（1999年 - 2002年7月12日、TBSテレビ）
- KYOTEIパンドラBOX（2005年5月 - 2010年、スカパー!）

### CM
- モーターボートレース（イメージガール、1996年 - 1997年頃）
- テレボート（イメージガール、1996年 - 1997年頃）
- とこなめボート（イメージガール、1996年10月）
- 下関ボート（イメージガール、1996年 - 1997年頃）